# 李燾 (南宋)
李 燾（り とう、政和5年（1115年）- 淳熙11年9月28日（1184年11月3日））は、南宋の歴史家。字は仁甫、号は巽巌。諡は文簡。眉州丹棱県の出身。唐の曹王李明の子の李偲の末裔とも『宋史』に伝えられている。

## 経歴
若い頃に金との戦いに従事し、紹興8年（1138年）に進士となった後、成都府華陽県主簿を振り出しに地方官を歴任、乾道3年（1167年）に中央に召されて実録編纂にあたる。当時の宰相である虞允文を批判したことから再び地方に出されるが、治績を挙げた後に再び中央に召され、同修国史・礼部侍郎などを歴任、敷文閣学士をもって職を辞し、程なく没した。
博識で、儒教のみならず農業や医学にも通じていたが、特に歴史への造詣が深かった。王安石を嫌って司馬光を尊敬し、その歴史書『資治通鑑』の続編として北宋一代の歴史書『続資治通鑑長編』980巻を編纂した。また、官人として徽宗の実録や『宋四朝国史』の編纂に携わった。その著作は基本的に旧法党側に立ったものであるが、実証主義を重んじた内容になっている。その他にも多くの文集や著作を著しているが、散逸した作品も多いという。